# Tavers
Tavers är en kommun i departementet Loiret i regionen Centre-Val de Loire strax norr Frankrikes mitt. Kommunen ligger i kantonen Beaugency som tillhör arrondissementet Orléans. År 2022 hade Tavers 1 338 invånare.

## Befolkningsutveckling
Antalet invånare i kommunen Tavers
| Referens: INSEE |